# Jayden Hibbert
Jayden Hibbert (ur. 5 sierpnia 2004 w Teaneck) – jamajski piłkarz z obywatelstwem amerykańskim występujący na pozycji bramkarza, reprezentant Jamajki, od 2024 roku zawodnik Atlanty United.